# Ямамото Цунэтомо
Ямамото Цунэтомо (яп. 山本 常朝, 11 июня 1659 года — 30 ноября 1719) — самурай из княжества Сага в провинции Хидзэн, где правил даймё Набэсима Мицусигэ. Ямамото 30 лет посвятил служению даймё и клану. Когда Набэсима умер в 1700 году, Ямамото не стал совершать самоубийство в знак верности, потому что при жизни его правитель выступал против этой практики. После того, как с преемником Набэсимы возникли разногласия, Ямамото ушёл в отшельничество в горы. Позднее (между 1709 и 1716 годами) он поведал множество своих мыслей своему другу самураю, Цурамото Тасиро. Многие из афоризмов Ямамото касались отца и деда (Набэсимы Наосигэ) его даймё. Высказывания Ямамото были собраны и опубликованы в 1716 году под названием «Хагакурэ». Книга была малоизвестна вплоть до 1930-х годов, когда она стала одним из известнейших произведений, выражающих идеи бусидо.
Цунэтомо верил, что полное слияние со смертью в своих мыслях, даже при жизни, — это высшее состояние чистоты и концентрации. Он считал, что разрешение конфликта со смертью и её принятие приводит к переходу жизни на более высокий уровень, пронизанный красотой и грацией, недосягаемыми для людей, занятых самосохранением. В Хакагурэ Ямамото критиковал тщательно спланированную месть Ако, исполненную его современниками-ронинами, за то, что удар был нанесён отсроченно.
Ямамото Цунэтомо также был известен как Ямамото Дзётё (альтернативное чтение иероглифов его имени); это имя он взял, став монахом.